# Operation Dynamo
Schlacht um die Niederlande

Maastricht – Mill – Den Haag – Rotterdam – Zeeland – Grebbeberg – Afsluitdijk – Bombardierung von Rotterdam
Invasion von Luxemburg

Schusterlinie
Schlacht um Belgien

Fort Eben-Emael – K-W-Linie – Dyle-Plan – Hannut – Gembloux – Lys
Schlacht um Frankreich

Ardennen – Sedan – Maginot-Linie – Weygand-Linie – Arras – Boulogne – Calais – Dünkirchen (Dynamo – Wormhout) – Abbeville – Lille – Paula – Fall Rot – Aisne – Westalpen – Cycle – Saumur – Lagarde – Aerial – Fall Braun

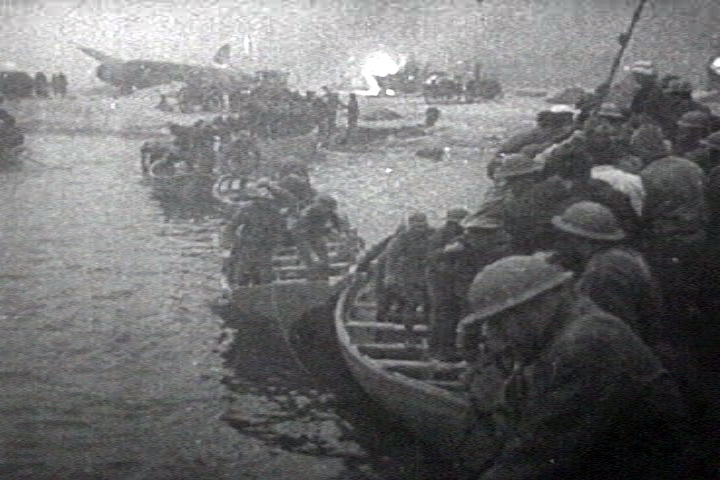
Britische Soldaten werden in Rettungsbooten aus Dünkirchen evakuiert. (Nachgestellte Szene aus dem Film „Divide and Conquer“ der US-Armee, 1943)

Operation Dynamo war der Codename einer militärischen Evakuierungsaktion der britischen Admiralität im Zweiten Weltkrieg, bei der mit 85 Prozent das Gros des britischen Expeditionskorps (BEF) und Teile der französischen Armee per Schiff nach England transportiert werden konnten. Diese Truppenteile wurden von der Wehrmacht bei der Schlacht um Dünkirchen eingekesselt, wobei ein – bis heute nicht endgültig geklärter – Haltebefehl für die rasch vorstoßenden deutschen Panzertruppen ein Zeitfenster für die Alliierten öffnete, in dem vom 26. Mai bis zum 4. Juni 1940 338.226 Soldaten, davon 198.229 Briten und 139.997 Franzosen, unter Zurücklassung fast des gesamten Materials evakuiert werden konnten. Diese bis dahin größte Rettungsaktion der Weltgeschichte bildete die Grundlage für das Durchhaltevermögen Großbritanniens, denn der Verlust fast der gesamten britischen Berufsarmee hätte zu dieser Zeit nicht kompensiert werden können.

## Vorgeschichte
Nach dem deutschen Überfall auf Polen am 1. September 1939, mit dem der Zweite Weltkrieg begonnen hatte, kam es an der Westfront zunächst zu keinen größeren Kampfhandlungen. Obwohl das Gros der Wehrmacht in den ersten Kriegswochen im Osten gebunden war, nutzten die Verbündeten Frankreich und Großbritannien nicht die Gelegenheit zu einer Offensive. Am 10. Mai 1940 begann die deutsche Wehrmacht den Westfeldzug. Ihr Vormarsch kam unerwartet rasch voran, so dass das britische Kriegskabinett unter Winston Churchill bereits am 19. Mai eine Evakuierung des BEF erwog.
Am 20. Mai 1940 erreichten die der Heeresgruppe A zugehörigen deutschen Panzertruppen unter General Heinz Guderian die französische Kanalküste westlich von Abbeville. Damit waren die gesamte BEF unter General Viscount Gort und Teile der französischen 1. Armee unter General Georges Blanchard in der Region um Dünkirchen eingeschlossen.

## Verlauf

### Der Haltebefehl
Die deutschen Panzertruppen stießen von Abbeville in Richtung Calais vor und kamen bis auf 18 Kilometer an die eingeschlossenen alliierten Truppen heran.
Guderian bekam am frühen Nachmittag des 24. Mai von Heeresgruppenführer Gerd von Rundstedt und auch von Hitler den ausdrücklichen Befehl, den weiteren Vormarsch sofort zu stoppen. Die Gründe für diesen Haltebefehl konnten bis heute nicht bis ins Letzte geklärt werden.
Erst am Abend des 26. Mai – zwei Tage und 8 Stunden später – erhielten die Panzer Guderians den Befehl, wieder auf Dünkirchen vorzustoßen, um die Evakuierung des BEF zu unterbinden. Die Panzer benötigten 16 Stunden, um ihre Marschbereitschaft wiederherzustellen. Die Briten gewannen durch den Haltebefehl also genau drei Tage zusätzliche Zeit. Sie nutzten sie, um einen starken Verteidigungsring um Dünkirchen aufzubauen.

### Evakuierung
Von Dover aus befehligte Vize-Admiral Bertram Ramsay die Operation, bei der alle verfügbaren Wasserfahrzeuge – insgesamt 900 – zur Evakuierung der Truppen aus Dünkirchen eingesetzt wurden. Selbst Fischkutter und RNLI-Lebensrettungsboote kamen dabei zum Einsatz. Obwohl der größte Teil der Soldaten mit Kriegsschiffen evakuiert wurde, sprach man in Großbritannien später vom Miracle of the Little Ships, dem Wunder der kleinen Schiffe.
Der 27. Mai begann mit heftigen deutschen Luftangriffen auf den Hafen und die Stadt von Dünkirchen. Kampfgeschwader der aus Westdeutschland und den Niederlanden anfliegenden Luftflotte 2 sowie Stukas von näher gelegenen Feldflugplätzen nahmen an dem Angriff teil. Mehrere Schiffe wurden versenkt, unter anderem der Frachtdampfer Aden und der französische Truppentransporter Côte d’Azur, eine ehemalige Kanalfähre. Mittags mussten die zur Evakuierung zusammengedrängten Truppen das Hafengebiet räumen.
Die Briten sahen keine Möglichkeit mehr, über die von Bomben schwer beschädigten Hafenkais an Bord der Schiffe zu gelangen. Stattdessen wurde der Strand zwischen Dünkirchen und dem Ort De Panne für die weitere Einschiffung der Truppen vorgesehen. Dort fehlte es jedoch an Landebrücken und Verladeeinrichtungen. Bis zum Abend des 27. Mai wurden lediglich 7.669 Mann gerettet.
Am Morgen des 28. Mai mischte sich Rauch aus den Bränden am Hafen mit tief hängenden Wolken und erschwerte die Sicht. Das Wetter wurde zunehmend schlechter. Zwar fanden deutsche Luftangriffe auf Ostende und Nieuwpoort statt, doch nur wenige Bomben fielen auf Dünkirchen. Die lange Ostmole des Hafens war wider Erwarten doch als Anlegestelle für größere Kriegsschiffe geeignet. 17.804 Soldaten konnten bis zum Abend abtransportiert werden.
Am 29. Mai verlangsamte sich der deutsche Vorstoß abermals, als die im Vergleich zu den Panzern langsame Infanterie aufrückte. Dichte niedrige Wolken und Nebel behinderten weiter die deutsche Luftwaffe, die erst ab 14 Uhr in die Kämpfe eingriff. Sie versenkte die großen Fährschiffe Queen of the Channel, Lorina, Fenella, King Orry und Normannia. Die britische Admiralität zog daraufhin die modernen Zerstörer der Royal Navy zurück. Erneut wurde der Hafen als „blockiert und unbenutzbar“ gemeldet. Dennoch konnten an diesem Tag 47.310 Mann abtransportiert werden.
Der 30. Mai ließ wegen des anhaltend schlechten Wetters keine Luftangriffe zu, und die deutschen Bodentruppen kamen gegen eine organisierte Verteidigung nur langsam voran. 53.823 Soldaten wurden evakuiert. Am 31. Mai waren es bereits 68.014.
Der 1. Juni begann mit sonnigem Wetter, so dass die Luftwaffe mit allen verfügbaren Einheiten angreifen konnte, aber auch durch die Jäger der RAF schwer bedrängt wurde. Obwohl die Royal Navy an diesem Tag vier Zerstörer und zehn weitere große Schiffe verlor, konnte sie 64.429 Soldaten übersetzen. Wegen der Verluste gab Ramsay den Befehl, Dünkirchen nur noch nachts anzulaufen.
Am 4. Juni meldete die BBC:

“Major-General Harold Alexander inspected the shores of Dunkirk from a motorboat this morning to make sure no-one was left behind before boarding the last ship back to Britain.”

„Generalmajor Harold Alexander vergewisserte sich heute morgen beim Strand von Dünkirchen von einem Motorboot aus, dass niemand am Strand zurückgelassen wurde, bevor er das letzte Schiff nach Großbritannien bestieg.“

### Ergebnisse

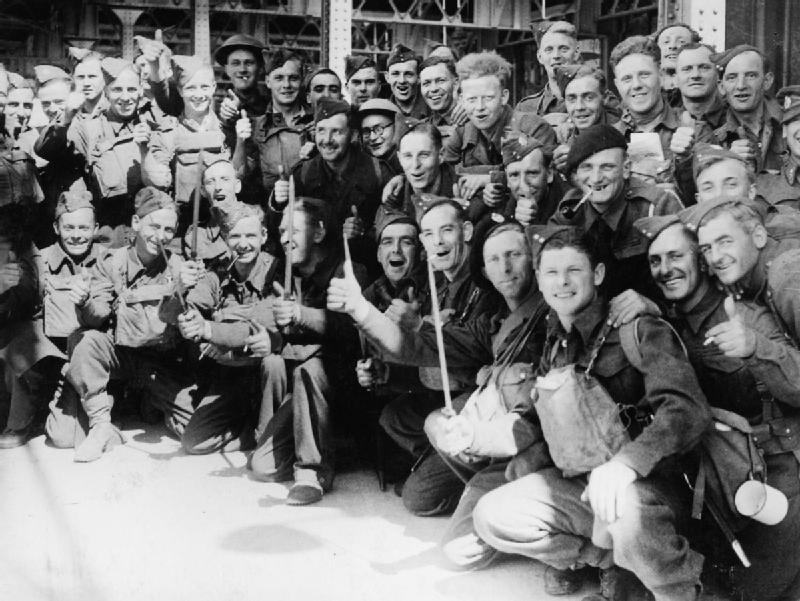
Aus Dünkirchen evakuierte britische Soldaten nach der Ankunft in England

Bis zum 4. Juni waren insgesamt 338.226 alliierte Soldaten – davon 139.997 Franzosen – nach England gebracht worden. Etwa 40.000 Mann konnten dagegen nicht mehr evakuiert werden. Die Rettung von Menschenleben hatte auf britischer Seite absoluten Vorrang, da das Expeditionskorps fast ausschließlich aus gut ausgebildeten Berufssoldaten bestand, deren Verlust nicht zu ersetzen gewesen wäre. Operation Dynamo schuf also die notwendige Grundlage für die spätere Reorganisation der britischen Armee. Aus diesem Grund wurde die erfolgreiche Evakuierung der Soldaten – ungeachtet ihrer Niederlage in Nordfrankreich – im Bewusstsein der britischen Bevölkerung als großer moralischer Sieg gewertet. Es entstand der Mythos Dünkirchen, der den britischen Durchhaltewillen entscheidend stärkte. Laut dem Historiker Karl-Heinz Frieser hätte der Verlust fast der gesamten britischen Berufsarmee das Ende der Regierung Churchills und damit wahrscheinlich auch das Ende des Krieges bedeutet.
Einige der evakuierten Einheiten wurden umgehend wieder nach Frankreich verschifft, um dort weiter gegen die deutsche Wehrmacht zu kämpfen. Die in Großbritannien verbliebenen französischen Truppen gründeten nach der Kapitulation Frankreichs die Forces Françaises Libres (deutsch: Freie Französische Streitkräfte), die unter ihrem Oberbefehlshaber Charles de Gaulle den Kampf gegen das Deutsche Reich weiterführten.
Enorme Verluste erlitten die Briten dagegen an Kriegsmaterial: etwa 700 Panzer, 2470 Geschütze, knapp 64.000 Fahrzeuge aller Art, 20.000 Motorräder sowie 470.000 Tonnen Versorgungsgüter mussten zurückgelassen werden. Um deren Verlust zu kompensieren, entwarfen die Briten später verschiedene billig zu produzierende Waffen wie die Sten Gun. Während des Unternehmens wurden mehr als 200 britische Schiffe – überwiegend durch deutsche Luftangriffe – versenkt. Zudem verloren die Briten 177 Flugzeuge und 90 Piloten, während auf Seiten der deutschen Luftwaffe 132 Maschinen abgeschossen wurden. Es war die bis dahin größte Luftschlacht des Zweiten Weltkriegs. Da die Luftkämpfe außer Sichtweite der Bodentruppen stattfanden, glaubten viele britische Soldaten, die RAF habe sich aus den Kämpfen zurückgezogen, um ihre Jagdflugzeuge zu schonen.

## Größere Schiffsverluste
| Schiff   | Datum   | Grund                                                          |
| -------- | ------- | -------------------------------------------------------------- |
| Grafton  | 29. Mai | Torpediert durch U 62                                          |
| Grende   | 29. Mai | Luftangriff                                                    |
| Wakeful  | 29. Mai | Torpediert durch Schnellboot S 30 der 2. Schnellboot-Flottille |
| Basilisk | 1. Juni | Luftangriff                                                    |
| Havent   | 1. Juni | Luftangriff                                                    |
| Keith    | 1. Juni | Luftangriff                                                    |

| Schiff     | Datum   | Grund                                                   |
| ---------- | ------- | ------------------------------------------------------- |
| L’Adroit   | 21. Mai | Luftangriff                                             |
| Bourrasque | 30. Mai | Seemine                                                 |
| Scirocco   | 31. Mai | Schnellboote S 23 und S 26 der 2. Schnellboot-Flottille |
| Foudroyant | 1. Juni | Luftangriff                                             |

## Gedenkfahrt
Seit 1965 erinnert alle fünf Jahre am 26. Mai die von der britischen Association of Dunkirk Little Ships (ADLS) organisierte Gedenkfahrt Dunkirk-Ships an die Operation Dynamo. Teilnahmeberechtigt sind nur Schiffe, die 1940 an der Operation beteiligt waren. Rund 70 der ursprünglich 400 kleinen Schiffe nehmen noch an der Gedenkfahrt teil, die meisten in restauriertem Zustand.
2005 beteiligten sich 50 mit dem „Georgskreuz“ (St. George’s Cross) beflaggte Schiffe an der Erinnerungsfahrt von Ramsgate nach Dünkirchen. Sie wurden von einem Patrouillenboot der britischen Marine sowie von Seenotrettungskreuzern durch den dichtbefahrenen Ärmelkanal begleitet.

## Weiteres
Nach der Operation fanden weitere ähnliche Aktionen statt: Vom 10. bis zum 13. Juni 1940 flohen 11.059 britische und andere alliierte Soldaten von Le Havre
nach England (Operation Cycle) und in der Operation Aerial flohen mehr als 215.000 alliierte Soldaten von Cherbourg, St. Malo und anderen Häfen nach England (14. – 25. Juni).

## Darstellung im Kino
Die Operation Dynamo ist Gegenstand der Kinofilme Dünkirchen (Großbritannien, 1958), Dünkirchen, 2. Juni 1940 (Frankreich, 1964) und Dunkirk (Gemeinschaftsproduktion von 2017). In Die dunkelste Stunde von Joe Wright (Großbritannien 2017) wird geschildert, wie Churchill die Operation politisch durchsetzte. Der Film Abbitte nach dem gleichnamigen Roman von Ian McEwan schildert in den Schlussszenen die dramatische Bergung am Strand.